# Xunqueira de Ambía
Xunqueira de Ambía település Spanyolországban, Ourense tartományban. Xunqueira de Ambía Allariz, Paderne de Allariz, Baños de Molgas, Vilar de Barrio, Sarreaus, Xinzo de Limia és Sandiás községekkel határos. Lakosainak száma 1352 fő (2024).

## Népesség
A település népessége az elmúlt években az alábbi módon változott:
| Lakosok száma | 2095 | 1934 | 1834 | 1789 | 1649 | 1546 | 1438 | 1375 | 1388 | 1352 |
|               | 2001 | 2004 | 2007 | 2009 | 2012 | 2014 | 2017 | 2019 | 2022 | 2024 |